# Pittosporum podocarpum
Pittosporum podocarpum är en tvåhjärtbladig växtart som beskrevs av François Gagnepain. Pittosporum podocarpum ingår i släktet Pittosporum och familjen Pittosporaceae.

## Underarter
Arten delas in i följande underarter:
- P. p. angustatum
- P. p. hejiangense
- P. p. molle